# Avião nuclear

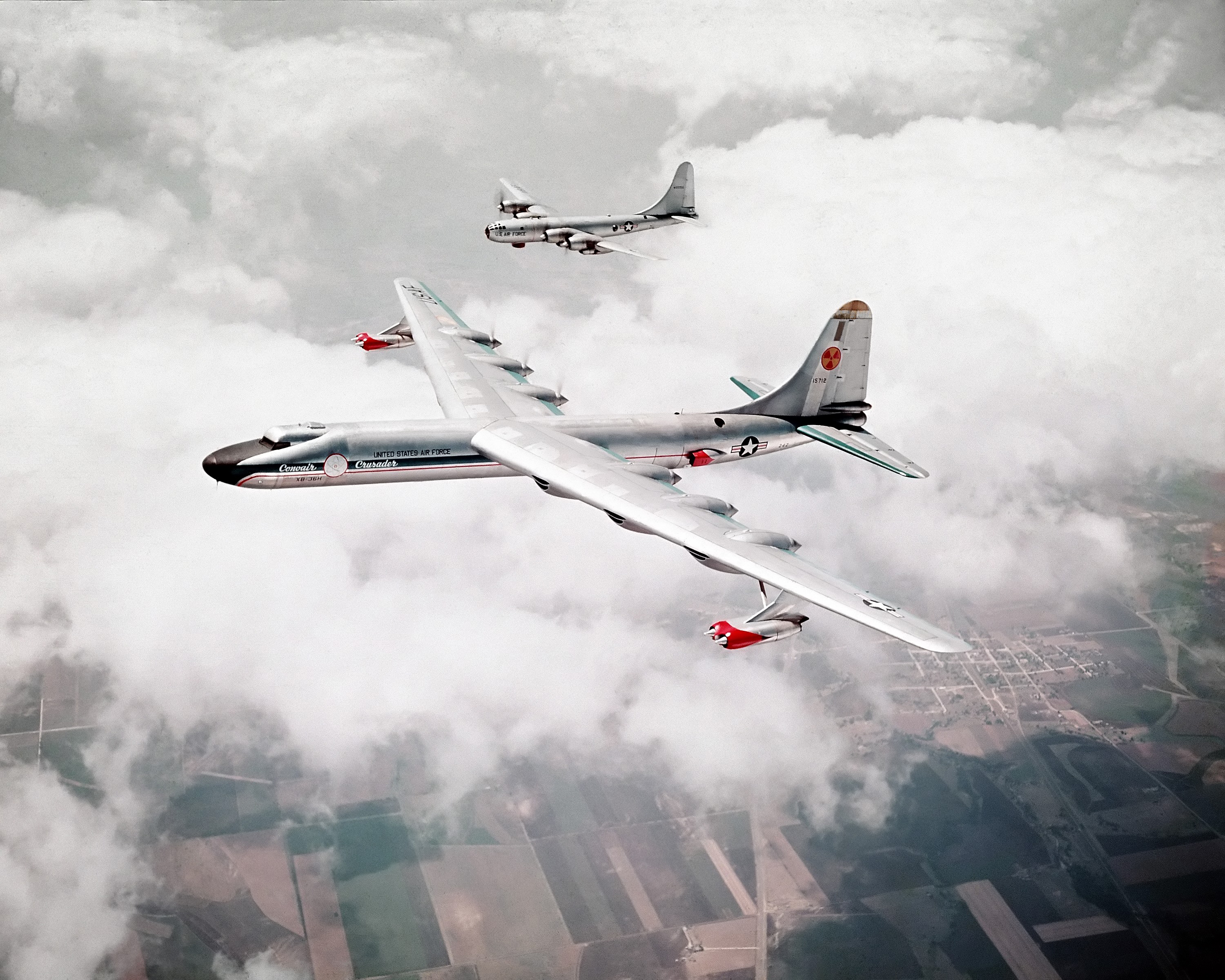
A única aeronave dos EUA a transportar um reator nuclear foi o Convair NB-36H. O reator nunca foi realmente conectado aos motores e o programa foi cancelado em 1961.

A aviação nuclear é um conceito para uma aeronave destinada a ser alimentada por energia nuclear. A intenção era produzir um motor a jato que aquecesse o ar comprimido com o calor de fissão, em vez do calor da queima de combustível. Durante a Guerra Fria, os Estados Unidos e a União Soviética pesquisaram aviões bombardeiros nucleares, cuja resistência aumentaria a dissuasão nuclear, mas nenhum dos países criou tais aeronaves de maneira operacional.
Os soviéticos adaptaram um Tu-95 para operar com propulsão nuclear, resultando no Tupolev Tu-95LAL. Em 1961, este avião realizou 34 voos teste bem sucedidos. O programa soviético de avião nuclear foi cancelado em 1966, cinco anos após o encerramento do programa estadounidense pelo presidente John Kennedy.